# Athabasca (circonscription saskatchewanaise)
Pour les articles homonymes, voir Athabasca.
Circonscription électorale provinciale du Canada
Athabasca est une circonscription électorale provinciale de la Saskatchewan au Canada. Elle est représentée à l'Assemblée législative de la Saskatchewan de 1908 à 1917 et depuis 1934.

## Géographie
Située dans le nord-ouest de la province, les industries majeures de la circonscriptions sont l'exploitation forestière, le tourisme et l'extraction minière, entre autres d'uranium.
En 2024, la circonscription comprend :
- Les communautés de Green Lake (en), Sled Lake (en), Dore Lake (en), Pinehouse (en), Cole Bay (en), Beauval, Île-à-la-Crosse, St. George's Hill (en), Michel Village (en), Buffalo Narrows, Bear Creek (en), Garson Lake (en), Black Point (en), La Loche, Turnor Lake (en), Patuanak (en), Descharme Lake (en), Uranium City, Camsell Portage (en) et Stony Rapids (en).
- Les communautés Premières Nations de Wepuskow Sahgaiechan 165D (en), Canoe Lake 165 (en), Onikahp Sahghikansis 165E (en), La Plonge 192 (en), Clearwater River, Turnor Lake (en), Churchill Lake 193A (en), Turnor Lake (en), English River 192H (en), Wapachewunak 192D (en), Dipper Rapids 192C (en), Primeau Lake 192F (en), Knee Lake 192B (en), Elak Dase 192A (en), Cree Lake 192G (en), Fond-du-Lac, Chicken 224 (en) et Chicken 225 (en).
- Les parcs provinciaux de Clearwater River et Athabasca Sand Dunes.

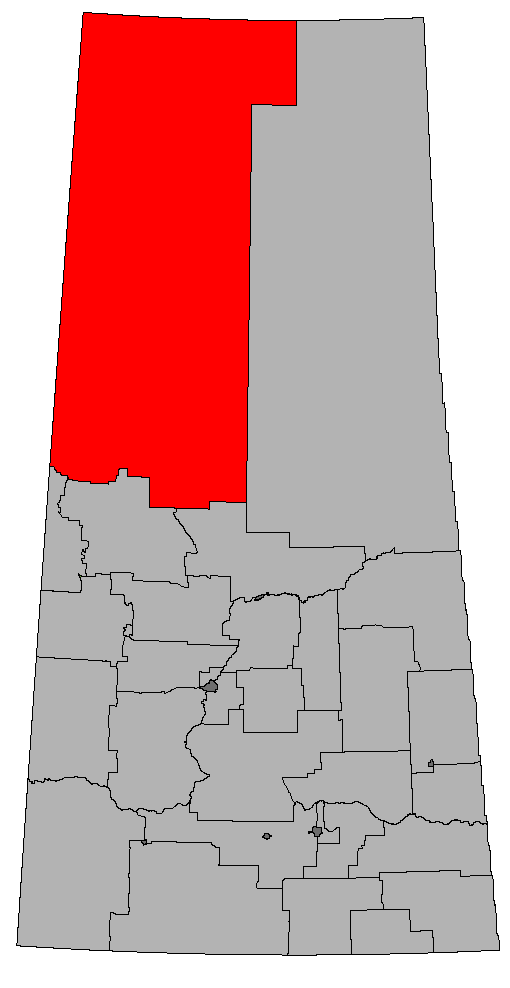
Frontière de la circonscription en 2016.
Frontière de la circonscription en 2022.

## Liste des députés
| Parlement                | Années        | Député               | Député                  | Parti           |
| Athabsaca                | Athabsaca     | Athabsaca            | Athabsaca               | Athabsaca       |
| ------------------------ | ------------- | -------------------- | ----------------------- | --------------- |
| 2e                       | 1908–1912     |                      | Joseph Nolin            | Libéral         |
| 3e                       | 1912–1917     |                      | Joseph Nolin            | Libéral         |
| Circonscription dissoute |               |                      |                         |                 |
| Circonscription recrée   |               |                      |                         |                 |
| 8e                       | 1934–1938     |                      | Deakin Hall             | Libéral         |
| 9e                       | 1938–1941     | Jules Marion         |                         | Libéral         |
| 9e                       | 1941-1944     | Hubert Staines       |                         | Libéral         |
| 10e                      | 1944–1948     | Louis Marcien Marion |                         | Libéral         |
| 11e                      | 1948–1952     | Louis Marcien Marion |                         | Indépendant     |
| 12e                      | 1952–1956     |                      | James Ripley            | Libéral         |
| 13e                      | 1956–1960     |                      | John James Harrop       | CCF             |
| 14e                      | 1960–1964     |                      | Allan Ray Guy           | Libéral         |
| 15e                      | 1964–1967     |                      | Allan Ray Guy           | Libéral         |
| 16e                      | 1967–1971     |                      | Allan Ray Guy           | Libéral         |
| 17e                      | 1971–1972     |                      | Allan Ray Guy           | Libéral         |
| 17e                      | 1972–1975     |                      | Allan Ray Guy           | Libéral         |
| 18e                      | 1975–1978     |                      | Frederick John Thompson | Néo-démocrate   |
| 19e                      | 1978–1982     |                      | Frederick John Thompson | Néo-démocrate   |
| 20e                      | 1982–1986     |                      | Frederick John Thompson | Néo-démocrate   |
| 21e                      | 1986–1991     |                      | Frederick John Thompson | Néo-démocrate   |
| 22e                      | 1991–1995     |                      | Frederick John Thompson | Néo-démocrate   |
| 23e                      | 1995–1998     |                      | Buckley Belanger        | Libéral         |
| 23e                      | 1998–1999     |                      | Buckley Belanger        | Néo-démocrate   |
| 24e                      | 1999–2003     |                      | Buckley Belanger        | Néo-démocrate   |
| 25e                      | 2003–2007     |                      | Buckley Belanger        | Néo-démocrate   |
| 26e                      | 2007–2011     |                      | Buckley Belanger        | Néo-démocrate   |
| 27e                      | 2011–2016     |                      | Buckley Belanger        | Néo-démocrate   |
| 28e                      | 2016–2020     |                      | Buckley Belanger        | Néo-démocrate   |
| 29e                      | 2020-2021     |                      | Buckley Belanger        | Néo-démocrate   |
| 29e                      | 2021-2022     |                      | Vacant                  | Vacant          |
| 29e                      | 2022–2024     |                      | Jim Lemaigre (en)       | Saskatchewanais |
| 30e                      | 2024-en cours |                      | Leroy Laliberte (en)    | Néo-démocrate   |

## Résultats électoraux
Depuis 1934

1908-1917